# Gammel Strand Station
Gammel Strand Station er en undergrundsstation på den københavnske Metros cityring. Gammel Strand Station ligger på Gammel Strand, med hovedtrappe ud imod Højbro Plads. Stationen ligger i takstzone 1 og åbnede 29. september 2019.
Byggeriet begyndte i 2010 med ledningsarbejde og arkæologiske udgravninger. Selve udgravningen begyndte primo 2013 og stationen var oprindeligt planlagt at stå færdig primo 2017.

## Stationens udformning
Gammel Strand Station er beklædt med lyse, hvide keramiske plader, der, med både matte og glatte overflader, tilfører et levende lysspil, der skal lede tankerne hen på sollys, der glimter i vandoverfladen, når overfladerne tilsættes kunstlys.
Da stationen er placeret direkte under Slotsholmskanalen, er layoutet også en anelse anderledes end de standardiserede stationer på Københavns Metro. Fra gadeplan fører trapper og elevatorer ned til et mellemplan. Dette leder hen til et langt rulletrappeløb, som det bl.a. kendes fra London og Stockholms metroer og ned til et andet mellemplan, hvorfra passagerer føres ned på selve stationen ad rulletrapper. Stationen er anlagt uden ovenlys, mens gaden Gammel Strand blev lukket permanent for gennemkørende trafik. Anlægspladserne for Canal Tours ved gaden blev flyttet til Ved Stranden i forbindelse med anlægsarbejderne og blev der også bagefter.